# Gelan, Afghanistan
Gelan är ett distrikt i Afghanistan. Det ligger i provinsen Ghazni, i den centrala delen av landet, 250 kilometer sydväst om huvudstaden Kabul.
Distriktet beräknades år 2022 ha cirka 68 000 invånare.